# Melchor Rafael de Macanaz
Melchor Rafael de Macanaz (Hellín, Reino de Murcia, actualmente  provincia de Albacete; 31 de enero de 1670-ibidem, 5 de diciembre de 1760) fue un pensador y escritor político español del siglo XVIII. Llegó a ser fiscal general del Consejo de Castilla durante el reinado del rey Felipe V.
La ciudad de Zaragoza tiene un espacio verde situado a la margen izquierda del Ebro con su apellido, el Parque Macanaz, que fue además escenario de la guerra de la Independencia.

## Biografía
De familia noble venida a menos, fue el cuarto de una numerosa prole. Pasó siete años de Humanidades y luego fue a la Universidad de Salamanca a estudiar Jurisprudencia, estudios que al principio se le resistieron, pero que acabó dominando con una férrea voluntad ya que dedicaba al aprendizaje catorce horas diarias, según revela en una autobiografía fechada en París el 7 de enero de 1739 y que cita su biógrafo Efraín Maldonado-Alcaraz. Se graduó en ambos derechos. Hizo oposiciones a cátedras de derecho civil y canónico, glosó las Instituta y compuso varias obras jurídicas. Trasladado a Madrid, pronto cobró mucha fama como abogado y estrechó relaciones con la casa de Villena; Carlos II lo nombró oidor de la Chancillería de Santo Domingo, en Ultramar, pero no aceptó la plaza. Tras el cambio de dinastía, y por su vinculación a la casa de Villena, se declaró proborbónico. Intervino enérgicamente en este bando de la Guerra de Sucesión Española, periodo en el que fue juez de confiscaciones de Valencia y reedificador de Játiva, enfrentándose con el clero. Fue víctima del juego de alta política entre Francia, España y la Santa Sede durante la primera mitad del siglo XVIII, en el contexto del polémico asunto del regalismo. Procesado en ausencia por la Inquisición, pasó en el exilio buena parte de su vida, aunque intervenía en negociaciones diplomáticas y alardeaba de conocimientos secretos que comprometerían a altas instancias. Ya anciano se le propuso volver discretamente a España, pero acabó encerrado en el Castillo de San Antón de La Coruña, de donde salió con noventa años para morir al poco tiempo en su ciudad natal.
Después de haber estado en las cárceles de la Inquisición, cambiaría su opinión sobre el Santo Oficio y se declararía acérrimo defensor del Tribunal de la Santa Inquisición. Tras desengañarse, escribió una extensa obra en defensa de la Inquisición, en la que, de acuerdo con Juan Manuel Ortí y Lara, explicó la bondad y rectitud de este tribunal en razón de su origen, su naturaleza, sus procedimientos y su justificación.

## Obra
Su producción literaria es muy extensa, mucha de ella inédita, y se le han atribuido con frecuencia obras que no son suyas; lo que sí le es propio principalmente se puede dividir en dos grupos: títulos sobre Historia y disciplina eclesiástica y títulos sobre Historia política y civil. 
En el primer grupo figura la Colección diplomática reunida para las negociaciones de la Concordia con Roma en cuatro tomos, precedidas de relaciones o comentarios y acompañadas de abundantes notas. El famoso Pedimento fiscal de 55 párrafos, que llegó a ser impreso, junto con una extensa glosa añadida por el autor en París; las Memorias sobre su causa en el Tribunal del Santo Oficio; las Disertaciones sobre las regalías del monarca en este tribunal; la Defensa crítica de la Inquisición, que publicó en dos tomos Antonio Valladares de Sotomayor en 1788; un Compendio de historia eclesiástica escrito en francés sobre el del padre Tomasino y una voluminosa Historia del cisma janseniano, no acabada de sacar en limpio, en ocho volúmenes, de los cuales posee cuatro la Real Academia de la Historia.
En el segundo grupo tenemos los once tomos de las Memorias para el establecimiento de la casa de Borbón en España; su Correspondencia encuadernada en muchos volúmenes, la española bajo el título de Memorias para el gobierno de la monarquía y la francesa con el de Memoires du gabinet; varios tomos en folio de prolijos extractos y comentarios a historiadores primitivos de Indias y de hechos particulares españoles y extranjeros, entre ellos Joseph Gumilla, Cusani, José de Acosta, Nicolás del Techo, Pedro Lozano, Antonio de Remesal, Pierre-François-Xavier de Charlevoix, Amédée-François Frézier, La Hontade, Jean-Baptiste Du Halde y otros; una crítica de la Historia del establecimiento de la corona de Francia del abate Jean-Baptiste Dubos; una serie de Notas a la Historia civil del padre fray Nicolás de Jesús Belando; dos volúmenes en folio sobre la supresión de los fueros de Aragón y Valencia; un Compendio de la Historia de España; las Notas al Derecho real escritas en la prisión de La Coruña; y varias Críticas y Adiciones a las historias del padre Juan de Mariana, Enrique Flórez, Juan Ferreras y otros. 
Es el protagonista de una magistral monografía histórica, escrita por Carmen Martín Gaite entre 1963 y 1969.